# Okręg Kavaja
Okręg Kavaja (alb. rrethi i Kavajës) – jeden z trzydziestu sześciu okręgów administracyjnych w Albanii; leży w zachodniej części kraju, w obwodzie Tirana. Liczy ok. 85 tys. osób (2008) i zajmuje powierzchnię 414 km². Jego stolicą jest Kavaja.